# صومعه مریم مقدس (چالت)
صومعه مریم مقدس (چالت) (ارمنی: Սուրբ Աստվածածին վանք (Ճալեթ)؛ ) یک صومعه متعلق به کلیسای حواری ارمنی واقع در شهر چالت، شهرستان اوغوز جمهوری آذربایجان می‌باشد. ساخت و ساز این ساختمان در سده ۱۵ام میلادی؛ به پایان رسید. این بنا به سبک معماری ارمنی طراحی شده است.